# Wasserbourg
Wasserbourg (Wasserburg in tedesco, Wàsserburig in tedesco alemanno) è un comune francese di 475 abitanti situato nel dipartimento dell'Alto Reno nella regione del Grand Est.

## Società

### Evoluzione demografica
Abitanti censiti